# Bathybembix
Bathybembix là một chi ốc biển, là động vật thân mềm chân bụng sống ở biển trong họ Calliotropidae,.

## Các loài
Các loài trong chi Bathybembix gồm có:
- Bathybembix aeola (Watson, 1879)
- Bathybembix bairdii (Dall, 1889)
- Bathybembix delicatula Dell, 1990[2]
- Bathybembix drakei Dell, 1990[3]
- Bathybembix humboldti Rehder, 1971
- Bathybembix macdonaldi (Dall, 1890)